# ドラマチックに乾杯
「ドラマチックに乾杯」（ドラマチックにかんぱい）は、日本のシンガーソングライター山本彩の楽曲。2021年2月24日にユニバーサルシグマ（ユニバーサルミュージック）から5枚目のシングルとしてリリースされた。

## 概要
FC限定盤、初回限定盤、通常盤の3タイプでリリース。カップリング曲「oasis」は、SHE'Sの井上竜馬がプロデュースし、SHE'Sが編曲および演奏を担当した。

## メディアでの使用
ドラマチックに乾杯
東海テレビ・フジテレビ系オトナの土ドラ「その女、ジルバ」主題歌
ぼくはおもちゃ
NHK「みんなのうた」（2020年12月～2021年1月）

## 収録曲

### FC限定盤
| 全作詞・作曲: 山本彩、全編曲: 小名川高弘。 |                                       |        |            |      |
| #                                          | タイトル                              | 作詞   | 作曲・編曲 | 時間 |
| 1.                                         | 「ドラマチックに乾杯」                | 山本彩 | 山本彩     | 3:43 |
| 2.                                         | 「ぼくはおもちゃ」                    | 山本彩 | 山本彩     | 3:30 |
| 3.                                         | 「ドラマチックに乾杯 (instrumental)」 | 山本彩 | 山本彩     | 3:43 |
| 4.                                         | 「ぼくはおもちゃ (instrumental)」     | 山本彩 | 山本彩     | 3:27 |
| 合計時間:                                  | 合計時間:                             | 14:23  |            |      |

| #  | タイトル                                                     | 作詞 | 作曲・編曲 |
| -- | ------------------------------------------------------------ | ---- | ---------- |
| 1. | 「Special Live for BS-TBS「Sound Inn S」(2020.11.21放送回)」 |      |            |
| 2. | 「15の夜 arranged by 佐々木“コジロー”貴之」                  |      |            |
| 3. | 「イチリンソウ arranged by 島田昌典」                        |      |            |
| 4. | 「愛なんていらない arranged by 斎藤ネコ」                    |      |            |

### 初回限定盤
| 全作詞・作曲: 山本彩、全編曲: 小名川高弘。 |                                       |        |            |      |
| #                                          | タイトル                              | 作詞   | 作曲・編曲 | 時間 |
| 1.                                         | 「ドラマチックに乾杯」                | 山本彩 | 山本彩     | 3:43 |
| 2.                                         | 「ぼくはおもちゃ」                    | 山本彩 | 山本彩     | 3:30 |
| 3.                                         | 「ドラマチックに乾杯 (instrumental)」 | 山本彩 | 山本彩     | 3:43 |
| 4.                                         | 「ぼくはおもちゃ (instrumental)」     | 山本彩 | 山本彩     | 3:27 |
| 合計時間:                                  | 合計時間:                             | 14:23  |            |      |

| #  | タイトル                                  | 作詞 | 作曲・編曲 |
| -- | ----------------------------------------- | ---- | ---------- |
| 1. | 「ドラマチックに乾杯 ミュージックビデオ」 |      |            |
| 2. | 「メイキングムービー」                    |      |            |

### 通常盤
| 全作詞・作曲: 山本彩。 |                                       |           |            |            |      |
| #                      | タイトル                              | 作詞      | 作曲・編曲 | 編曲       | 時間 |
| 1.                     | 「ドラマチックに乾杯」                | 山本彩    | 山本彩     | 小名川高弘 | 3:43 |
| 2.                     | 「ぼくはおもちゃ」                    | 山本彩    | 山本彩     | 小名川高弘 | 3:30 |
| 3.                     | 「oasis」                             | 山本彩    | 山本彩     | SHE'S      | 3:36 |
| 4.                     | 「ドラマチックに乾杯 (instrumental)」 | 山本彩    | 山本彩     | 小名川高弘 | 3:43 |
| 5.                     | 「ぼくはおもちゃ (instrumental)」     | 山本彩    | 山本彩     | 小名川高弘 | 3:30 |
| 6.                     | 「oasis (instrumental)」              | 山本彩    | 山本彩     | SHE'S      | 3:33 |
| 合計時間:              | 合計時間:                             | 合計時間: | 21:35      |            |      |